# Doddick Gill
Der Doddick Gill ist ein Wasserlauf im Lake District, Cumbria, England. Er entsteht unterhalb Gipfel des Blencathra und fließt in südlicher Richtung bis zu seiner Mündung in den River Glenderamackin.